# Didargylyç Urazow
Didargylyç Urazow (22 febbraio 1977 – 7 giugno 2016) è stato un calciatore turkmeno, di ruolo attaccante.

## Biografia
È morto a 39 anni.

## Carriera

### Club
Gioca dal 1996 al 2011 al Nisa Asgabat. Nel 2002 gioca all'Ertis. Nel 2003 torna al Nisa Asgabat, per poi trasferirsi al Metalist. Nel 2004 si trasferisce all'Ertis. Nel 2007 gioca per il Tobıl. Nel 2008 passa all'Ertis. Nel 2009 viene acquistato dall'Aşgabat. Nel 2010 passa all'HTTU Aşgabat. Nel 2011 si trasferisce al Balkan. In quell'anno si laurea capocannoniere della Ýokary Liga con 32 reti in 32 partite. Nel 2013 viene acquistato dall'Ahal.

### Nazionale
Ha debuttato in Nazionale nel 2003.

## Palmarès

### Club

#### Competizioni nazionali
- Ýokary Liga: 6

Nisa Asgabat: 1996, 1998-1999, 2001, 2003
Balkan: 2011, 2012
- Qazаqstan Prem'er Ligasy: 1

Ertis: 2002
- Coppa del Turkmenistan: 4

Nisa Asgabat: 1997-1998
Balkan: 2012
Ahal: 2013, 2014
- Coppa del Kazakistan: 1

Tobıl: 2007

### Individuale
- Capocannoniere della Ýokary Liga: 1

2001 (32 gol)